# Parastathmodera bothai
Parastathmodera bothai là một loài bọ cánh cứng trong họ Cerambycidae.